# Viscount Grandison

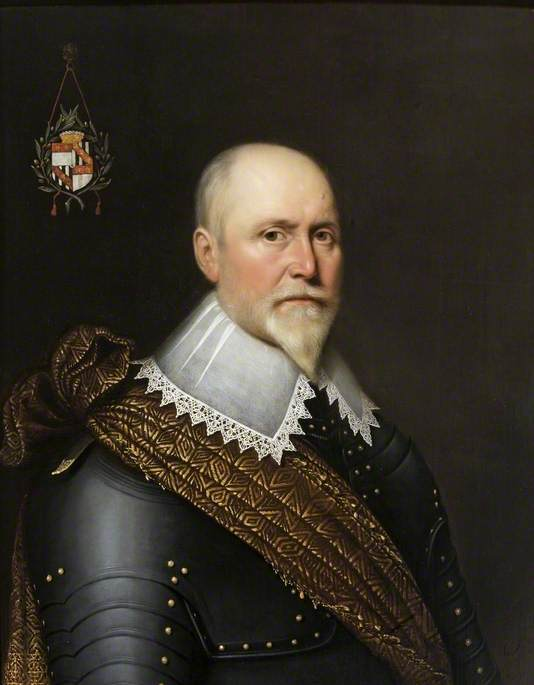
Oliver St. John, 1. Viscount Grandison

Viscount Grandison ist ein britischer erblicher Adelstitel, der zweimal in der Peerage of Ireland verliehen wurde.

## Verleihungen
Erstmals wurde am 3. Januar 1621 der Titel Viscount Grandison, of Limerick in the County of Leitrim, an den englischen Militär und Politiker Sir Oliver St. John verliehen. Da dieser keine Kinder hatte, erfolgte die Verleihung mit dem besonderen Vermerk, dass der Titel in Ermangelung eigener männlicher Nachkommen auch an die männlichen Nachkommen seiner Nichte Barbara Villier († 1672), der Tochter  seines ältesten Bruders Sir John St. John (1552–1594), übergehen könne. Am 21. Mai 1626 wurde er zudem in der Peerage of England zum Baron Tregoz, of Highworth in the County of Wiltshire, erhoben, diesmal ohne besondere Erbregelung.  Entsprechend fiel die Viscountcy bei seinem Tod 1630 an den ältesten Sohn seiner Nichte, seinen Großneffen William Villiers als 2. Viscount, während die Baronie erlosch. Dessen Großneffe, der 5. Viscount wurde am 11. September 1721 in der Peerage of Ireland zum Earl Grandison erhoben, dieser Titel erlosch jedoch bereits bei seinem Tod am 14. Mai 1766, und die Viscountcy fiel an seinen Großneffen zweiten Grades William Villiers, 3. Earl of Jersey, als 6. Viscount. Dieser hatte bereits die Titel 3. Earl of Jersey (1697) und 3. Viscount Villiers (1691) inne. Die drei Titel sind seither vereinigt.
In zweiter Verleihung wurde am 10. April 1746 der Titel Viscountess Grandison, of Dromana in the County of Waterford, für Elizabeth Mason, die einzige Tochter des 1766 verstorbenen Earls Grandison, neu geschaffen. Am 19. Februar 1767 wurde sie in der Peerage of Ireland zudem zur Countess Grandison und Viscountess Villiers erhoben. Alle drei Titel erloschen beim Tod ihres Sohnes, des 2. Earls, am 14. Juli 1800.

## Liste der Viscounts Grandison

### Viscounts Grandison, erste Verleihung (1621)
- Oliver St. John, 1. Viscount Grandison (um 1560–1630)
- William Villiers, 2. Viscount Grandison (1614–1643)
- John Villiers, 3. Viscount Grandison († um 1661)
- George Villiers, 4. Viscount Grandison (um 1617–1699)
- John Villiers, 1. Earl Grandison, 5. Viscount Grandison (1692–1766)
- William Villiers, 3. Earl of Jersey, 6. Viscount Grandison († 1769)
- George Villiers, 4. Earl of Jersey, 7. Viscount Grandison (1735–1805)
- George Child-Villiers, 5. Earl of Jersey, 8. Viscount Grandison (1773–1859)
- George Child-Villiers, 6. Earl of Jersey, 9. Viscount Grandison (1808–1859)
- Victor Child-Villiers, 7. Earl of Jersey, 10. Viscount Grandison (1845–1915)
- George Child-Villiers, 8. Earl of Jersey, 11. Viscount Grandison (1873–1923)
- George Child-Villiers, 9. Earl of Jersey, 12. Viscount Grandison (1910–1998)
- William Child-Villiers, 10. Earl of Jersey, 13. Viscount Grandison (* 1976)

Titelerbe (Heir apparent) ist der Sohn des aktuellen Titelinhabers, George Child-Villiers, Viscount Villiers (* 2015).

### Viscounts Grandison, zweite Verleihung (1746)
- Elizabeth Mason, 1. Countess Grandison, 1. Viscountess Grandison († 1782)
- George Mason-Villiers, 2. Earl Grandison, 2. Viscount Grandison (1751–1800)